# 沖縄県立球陽中学校・高等学校
沖縄県立球陽中学校・高等学校（おきなわけんりつきゅうようちゅうがっこう・こうとうがっこう）は、沖縄県沖縄市南桃原にある県立中学校・高等学校。2016年度より併設型中高一貫校となった。

## 概要
1980年台後半から1990年代にかけて設置された「4K」と呼ばれる全県学区の新設県立高等学校の一つである。ただし開邦高校や向陽高校などとは異なり寮を持たないため、離島や遠方からの入学者は、下宿あるいは学校近隣のアパートでの生活となる。
授業は、朝7時30分開始の0校時から6校時までの60分6コマ(早朝講座は50分)であり、夏休みの20日間の夏期講座など、全員必修の講座が多種ある。
また、2003年からは総合的な学習の時間の一環として、「球陽プロジェクト(略称:QP)」と呼ばれる県外実地研修及び実地研修で学んだことの発表会を行なわれ、この模様はインターネット放送された。現在は筑波・台湾研修が実施されており、それぞれの学部の生徒が最先端技術を学んだり、国際交流の機会を持っている。
那覇市およびその隣接区域には、同じく4Kとよばれる開邦高校や那覇国際高校と、旧制中学校を前身とする首里高校や那覇高校、私学では昭和薬科大附属高校や沖縄尚学高校があるのに対し、本島中部に立地する進学重点校は球陽高校のみとなっている。このため合格に最低限必要な点数を大きく上回る生徒も数多く在籍している。
校地は1984年に閉校した中央高等学校（私立）の跡地を利用しているが、校舎はすべて新しく建て替えられている。

## 沿革
- 1989年4月8日　第1回入学式。
- 2013年　スーパーサイエンスハイスクール(SSH)指定。
- 2016年4月　沖縄県立球陽中学校を設置。
- 2018年　スーパーサイエンスハイスクール(SSH)指定（2期目）。

## 設置学科
- 中学校
  - 1学年1クラス40名(平成31年度入試より80名）
- 高等学校
  - 理数科（5クラス：200名）
    - 理数科目の単位数が多く、理科では物理・化学が必修科目であり、生物・地学から１領域を選択し学習する。実験・野外実習を組み入れながら深め、数学分野でも理数数学の教科で高校で履修すべき全分野を学んでいく。
    - SSHの特別授業があり、グループによって異なった内容の研究をし、発表をする。英語を用いた発表も行われている。
    - 2年次では筑波研修が行われ、関東地方の大学見学や筑波の最先端の科学技術を中心に学ぶ。

  - 国際英語科（2クラス：80名）
    - 専門科目の「コンピュータLL演習」は主に外国人指導教員の指導によって、コミュニケーション能力の育成を目指す。海外へ留学する者も多い。
    - 入学時に「中国語」または「スペイン語」を第二言語として選択し、1年次まで学ぶ。
    - 国際英語科では「異文化理解」という授業が2年次まであり、沖縄の歴史や文化、また海外の習慣や文化について英語を用いて総合的に学び、表現することで国際化する社会に求められる人材を育成する。
    - 2年次には台湾研修が行われ、歴史や文化を学びつつ、台湾の大学生や高校生との交流を通して異なった言語での表現力の重要性を学ぶ。

## アクセス

### 路線バス
| 路線・系統                                                                                                | 下車バス停 |
| --- | ---------- |
| 21番・新都心具志川線 62番・中部線 63番・謝苅線 263番・謝苅おもろまち線 75番・石川北谷線 112番・国体道路線 | 球陽高校前 |

## 出身著名人
- 登川二奈（理数科） - 沖縄テレビアナウンサー
- 與那嶺啓（国際英語科） - 琉球放送アナウンサー
- 金城わか菜（国際英語科） - 沖縄テレビアナウンサー
- 玉城絵美（理数科） - 琉球大学教授、沖縄電力取締役
- 仲村颯悟（国際英語科） - 映画監督
- 梵天（薪子:国際英語科 しおたむ:理数科） - お笑いコンビ